# جایزه لنین

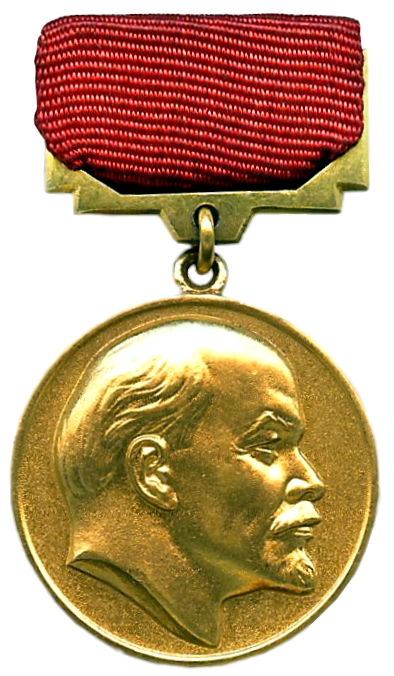
مدال جایزه لنین

جایزه لنین (به انگلیسی: Lenin Prize)یکی از باارزش‌ترین جوایز اتحاد جماهیر شوروی بود. این جایزه به افرادی که در رشته‌های علوم، فناوری، کشاورزی، ادبیات و هنر دست‌آورد مهمی داشتند تعلق می‌گرفت. جایزه از ۲۳ ژوئن ۱۹۲۵ تا سال ۱۹۳۴ میلادی به‌طور مرتب اهدا شده و از سال ۱۹۳۵ تا ۱۹۵۶ متوقف، و جایزه استالین جایگزین آن شده‌است. اهدای جایزه با نام لنین مجدداً از سال ۱۹۵۶ تا سال ۱۹۹۰ در سال‌های زوج به برندگان اهداء شده‌است.
جشن اهدای این جایزه در ۲۲ آوریل که روز تولد لنین است، برگزار می‌گردد. این جایزه متفاوت از جایزه صلح لنین است که معمولاً به افراد خارجی که در صلح جهانی فعال هستند تعلق می‌گیرد. تولستوی نیز مستحق این مدال بود وی عمر به آن فرصت نداد از مرید تولستوی (ماکسیم گورکی)